# Dombi Péter
Dombi Péter (Szeged, 1976 –) magyar fizikus, egyetemi oktató, az MTA doktora, az ultragyors lézerfizika nemzetközileg ismert kutatója. Az MTA Lézerfizikai Bizottságának elnöke.

## Életpályája
Szegeden, a Deák Ferenc Gimnáziumban érettségizett. Ezután fizikát tanult a Szegedi Tudományegyetemen. 2001-ben  - a Rutherford Appleton Laboratóriumban eltöltött év után - szerzett diplomát fizikusként  a Szegedi Tudományegyetemen. Tanulmányait 2001–től a Bécsi Műszaki Egyetemen folytatta, ahol doktori fokozatot (Ph. D.) is szerzett Krausz Ferenc professzor témavezetése mellett.
2005-ben, valamint 2012-2014 között kutatóként dolgozott Németországban a Max Planck Kvantumoptikai Intézetben.
2005–ben Budapestre költözött, az MTA Szilárdtestfizikai és Optikai Kutatóintézetében fejleszt femtoszekundumos lézereket, technológiákat, és végez fény-anyag kölcsönhatási kísérleteket.   
Jelenleg (2019) tudományos tanácsadóként dolgozik a Wigner Fizikai Kutatóközpont Szilárdtestfizikai és Optikai Intézet igazgatóhelyetteseként.

## Kutatási területe
Az ultrarövid lézerimpulzusok előállítása, a nagy intenzitású lézertechnológia, az ilyen fényforrásoknál használható optikai elemek fejlesztése és tesztelése, illetve az ultragyors folyamatok fizikája. Jelentős szerepet játszott a szegedi ELI Lézerközpont Archiválva 2023. december 28-i dátummal a Wayback Machine-ben létrehozásának előkészítésében. Jelenleg (2024) az Ultragyors Tudomány és Alkalmazások részleg osztályvezetője. 

## Társadalmi szerepvállalása
- Az elmúlt években részt vett a Magyar Pax Romana Egyesület tevékenységében. [6]
- Egy kötetet szerkesztett Hiszem vagy tudom? címmel,  a vallásos hit és a természettudományok viszonyáról.[7]

## Díjai, elismerései
- Köztársasági Ösztöndíj (2000-2001)
- Akadémiai Ifjúsági Díj (2008)
- Nemzetközi Gábor Dénes-díj (2009)
- Egyéni Marie Curie Ösztöndíj, EU (2012-2014)
- Eötvös Loránd Fizika Társulat, Selényi Pál-díj (2013)
- Fizikai Díj, Magyar Tudományos Akadémia (2019)[8]
- Lendület ösztöndíj (2014-2019)[9]